# Camptocladius puripennis
Camptocladius puripennis är en tvåvingeart som först beskrevs av Jean-Jacques Kieffer 1924.  Camptocladius puripennis ingår i släktet Camptocladius och familjen fjädermyggor.
Artens utbredningsområde är Polen. Inga underarter finns listade i Catalogue of Life.